# Road Runner Express (Six Flags Fiesta Texas)
Road Runner Express is een mijntreinachtbaan in Six Flags Fiesta Texas. De baan is gebouwd door Arrow Dynamics in 1997. Het was direct de laatste mijntreinachtbaan gebouwd door Arrow Dynamics in een park van Six Flags. De achtbaan heeft veel vergelijkingen met zijn naamgenoot in attractiepark The Great Escape & Splashwater Kingdom.